# Limentinus varius
Limentinus varius är en insektsart som beskrevs av Nielson 1991. Limentinus varius ingår i släktet Limentinus och familjen dvärgstritar. Inga underarter finns listade i Catalogue of Life.